# シネマトゥデイ
シネマトゥデイは、株式会社シネマトゥデイによって運営されている映画に関する情報を提供するウェブサイト。映画の情報を毎日更新、発信している。Yahoo!映画にも情報を提供している。平均アクセス数は、2014年9月現在、月間5,900万PVを獲得している。

## 沿革
- 1996年3月 - 株式会社ウエルバ設立[3]
- 2000年2月 - www.cinematoday.jp 開設。
- 2010年1月 - YouTubeにシネマトゥデイ・チャンネルを開設[4]。
- 2010年5月 -  エキサイト に映画ニュースを提供開始。
- 2012年4月 - 株式会社ウエルバが、株式会社シネマトゥデイに社名変更[5]。